# Zwart schriftmos
Het zwart schriftmos (Arthonia atra) is een schriftmos behorend tot de familie Arthoniaceae. Het groeit op de gladde bast van loofbomen, vooral Corylus, Fraxinus en Ilex. In zeldzame gevallen kan het groeien op steen en naaldbomen. 

## Determinatie

### Uiterlijke kenmerken
Het thallus is dun en glad. Het groeit meestal in kleine, duidelijk afgegrensde lapjes. De kleur is crème tot zilverwit van met zo nu en dan olijfkleurige tinten, en vaak helemaal ingezonken in de schors. Het thallus heeft de volgende kenmerkende kleurreacties: C–, K–, KC–, Pd–, UV–.
De apotheciën (lirellen) zijn vertakt en lijken op zwarte pennenstreken of schrifttekens. Deze soort heeft geen isidiën en sorediën. De alg in het korstmos die voor de fotosynthese zorgt behoort tot het geslacht Trentepohlia en heeft een oranje kleur. Deze kleur komt door de aanwezigheid van carotenoïden.

### Microscopische kenmerken
Het hymenium is 60 tot 90 µm hoog en kleurt blauw in jodium. Het epithecium is bruin tot groen-bruin. De ascosporen zijn ellipsoïde, 3-septaat en meten 13–18 (–20) × 2,5–4 (–5) µm. Pycnidiën zijn ingezonken en zeldzaam aanwezig.

## Verspreiding
In Nederland is het zwart schriftmos een vrij algemene soort. Het staat niet op de rode lijst en is niet bedreigd.

## Naam
De soortaanduiding atra betekent 'zwart' en verwijst naar de kleur van dit "schrift".